# Nationalpark Cúc Phương
Koordinaten: 20° 19′ 0″ N, 105° 36′ 30″ O
Der Nationalpark Cúc Phương (vietnamesisch Vườn quốc gia Cúc Phương) liegt rund 100 Kilometer südlich von Hanoi in der vietnamesischen Provinz Ninh Bình.

## Lage und Artenreichtum
Der mit 22.200 Hektar sechstgrößte Nationalpark des Landes befindet sich etwa 56 Kilometer (Luftlinie) nördlich der Provinzstadt Ninh Bình, 46 Kilometer von der N 1 entfernt in bergigem Gelände, das Teil der „Trockenen Halong-Bucht“ ist. Seine Topographie wird im Wesentlichen durch Kalksteinklippen, deren höchste die Sein May Bac („Silberne Wolke“) mit einer Höhe von 656 m ist und das Schwemmland des Roten Flusses (Song Hong) gestaltet. Sie entspricht in ihrer geologischen Entstehung den gleichen Prozessen im tropischen Karst wie bei der Halong-Bucht bei Hanoi und in Khao Sok in Thailand. Tropischer Regenwald ist die dominierende Vegetationsform. Der Park wurde 1962 als erster Nationalpark in Vietnam eröffnet.
Der Nationalpark Cúc Phương besitzt einen großen Artenreichtum. Im Park leben 89 Säugetier-, 110 Reptilien-, 65 Fisch- und 320 Vogelarten. Mit etwa 450 größeren Tierarten sind rund 38 Prozent der nationalen Fauna vertreten. Daneben gibt es eine vielfältige Insektenwelt mit etwa 1800 Arten, von denen im Frühjahr die Millionen Schmetterlinge besonders augenfällig sind. Anfang März beginnt langsam die Schmetterlingssaison, die Anfang Mai ausläuft. In dieser Zeit ist die Luft derartig erfüllt, dass selbst Fahrradfahren ohne Brille unmöglich wird. Auch sind hier schätzungsweise 2000 Pflanzenarten vertreten, wovon 37 auf der Roten Liste Vietnams stehen.

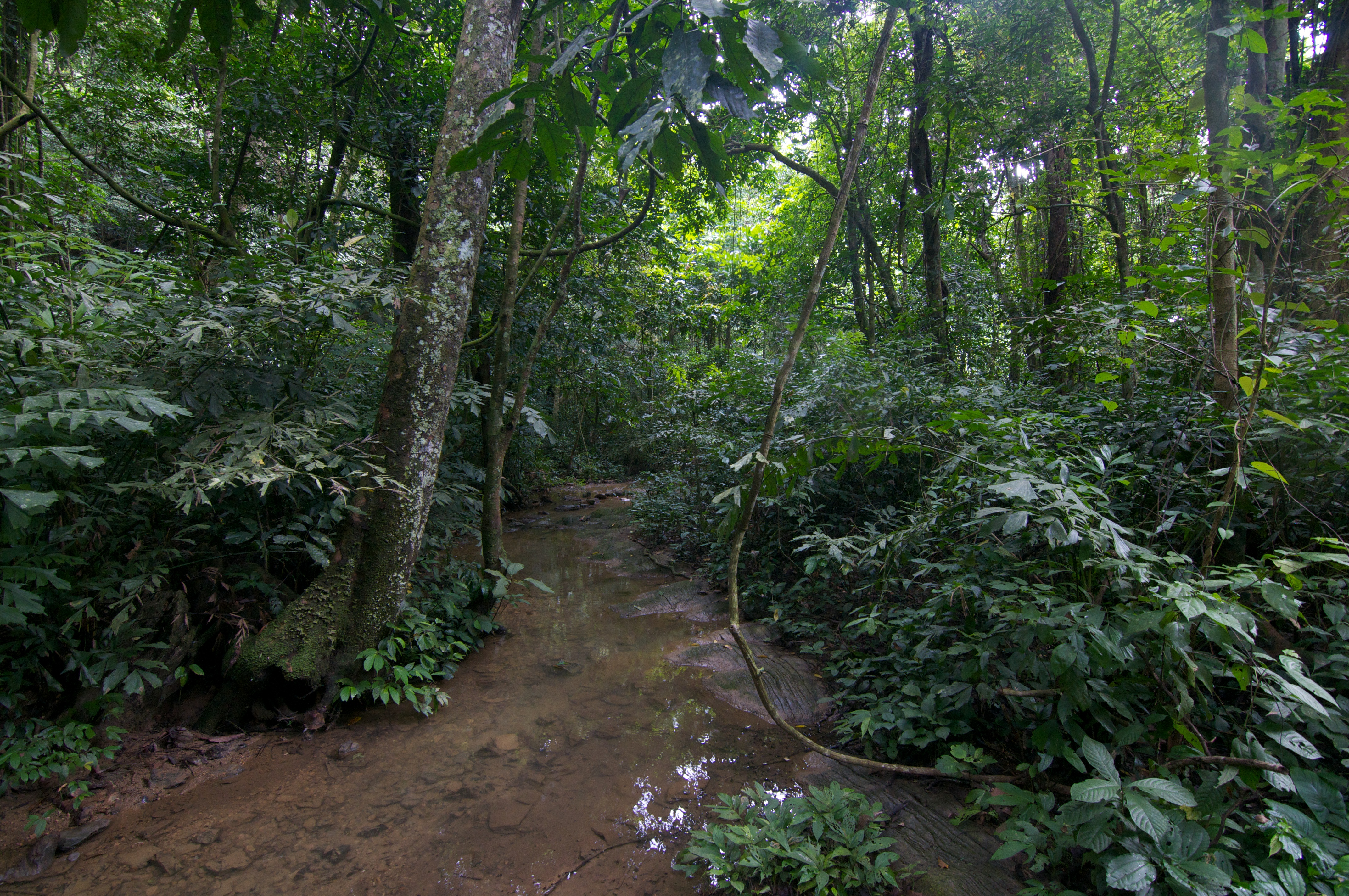
Waldlandschaft im Nationalpark Cúc Phương

Illegale Rodungen sowie die Wilderei gehören zu den größten Problemen der Parkverwaltung, die diesen Missständen mit gezielten Programmen entgegenzuwirken versucht. Neben dem illegalen Tierhandel – besonders die seltenen, nachtaktiven Loris sind wegen ihres niedlichen Aussehens beliebtes Ziel – sind die größten Problem die Fragmentierung und Zerstörung der Habitate sowie der inländische sogenannte Ökotourismus. Die vietnamesische Version hat nichts mit den üblichen westlichen Vorstellungen eines umweltgerechten, sanften Tourismus zu tun. Es wird ein enormer Druck auf die Nationalparks ausgeübt, diese zu Unterhaltungszwecken („Funpark“) zu erschließen. Es gehört zum Rahmen des Nadler-Projektes, die heimischen Mường, noch mit zwei kleinen Dörfern im Park vertreten (Von den Behörden wurden 1989 zahlreiche Siedler an den Rand des Parks zwangsweise umgesiedelt), Dörfler und Schulklassen aus der Umgebung, sowie vietnamesische Touristen durch die Gehege zu führen, um Aufklärungsarbeit zum dringend notwendigen Natur- und Umweltschutz zu betreiben. Ein weiteres Problem stellt die traditionelle Medizin, sowohl die lokale als auch die chinesische, dar.

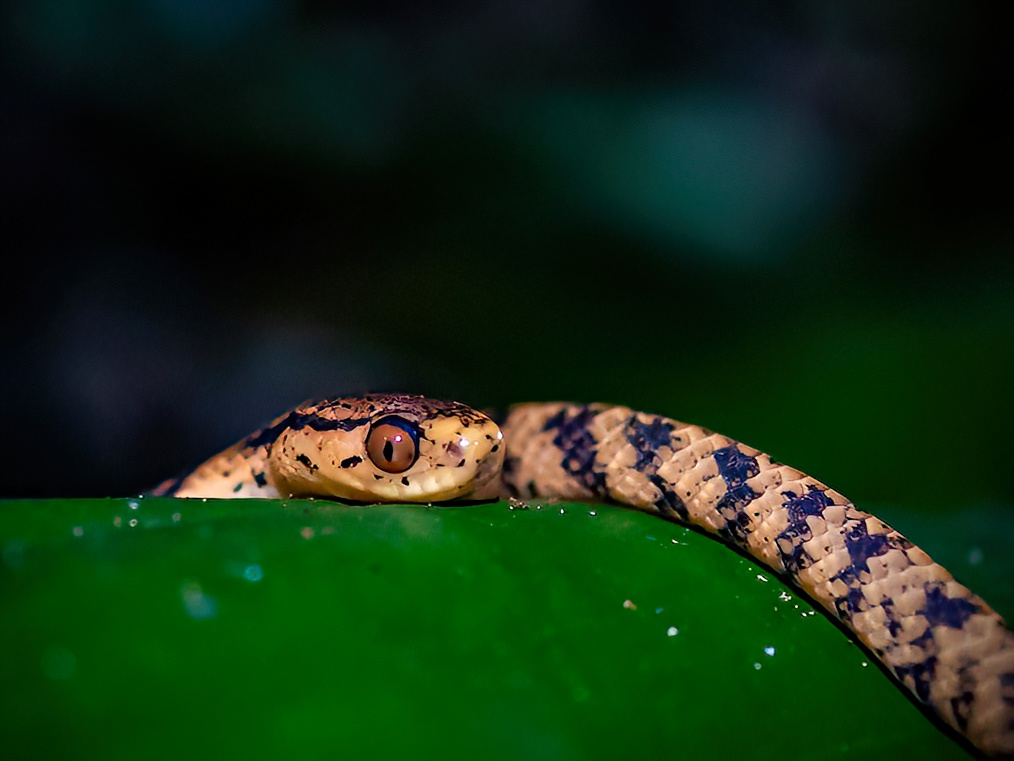
Pareas hamptoni im Cuc Phuong Nationalpark
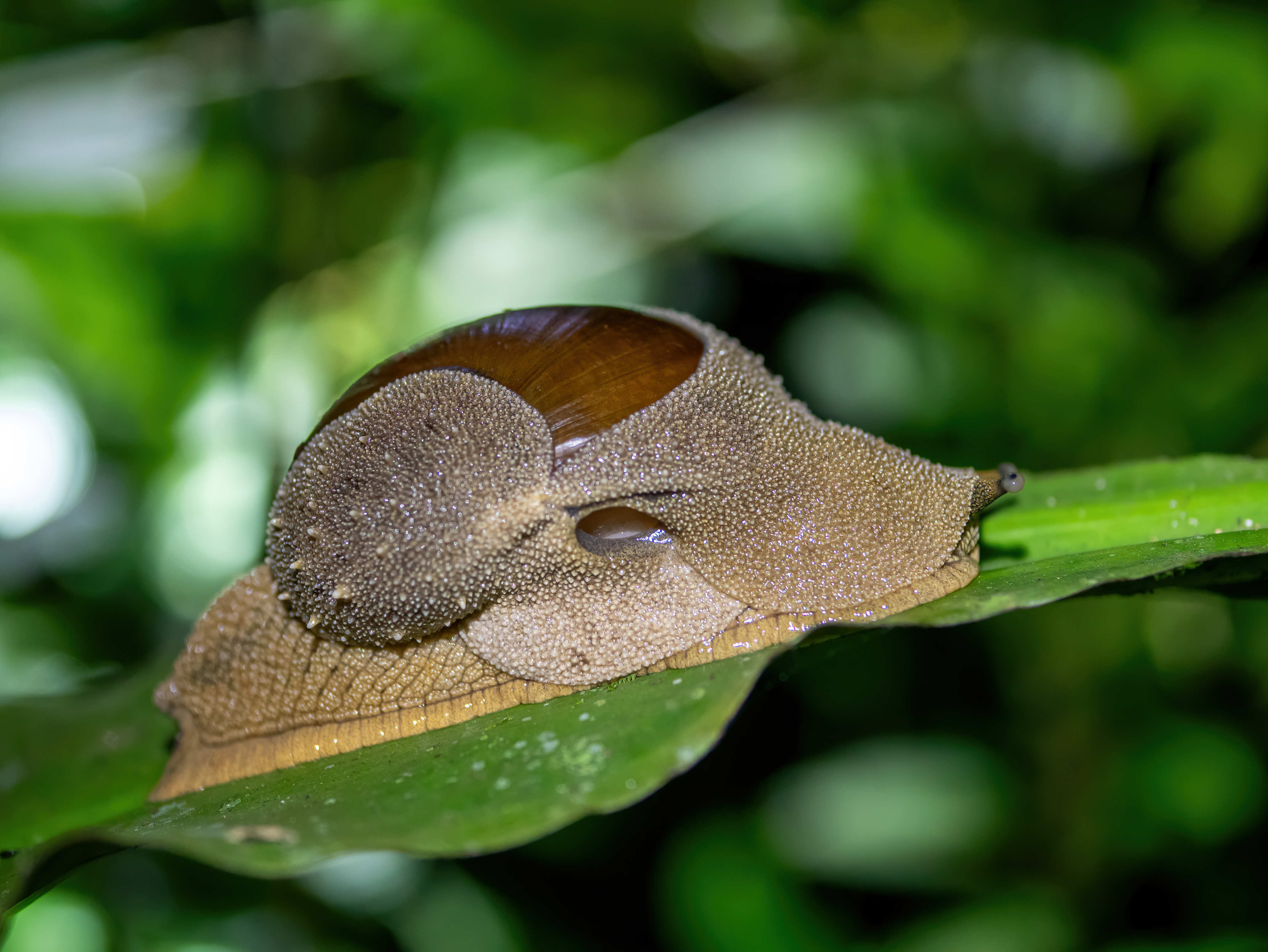
Megaustenia siamensis im Cuc Phuong Nationalpark
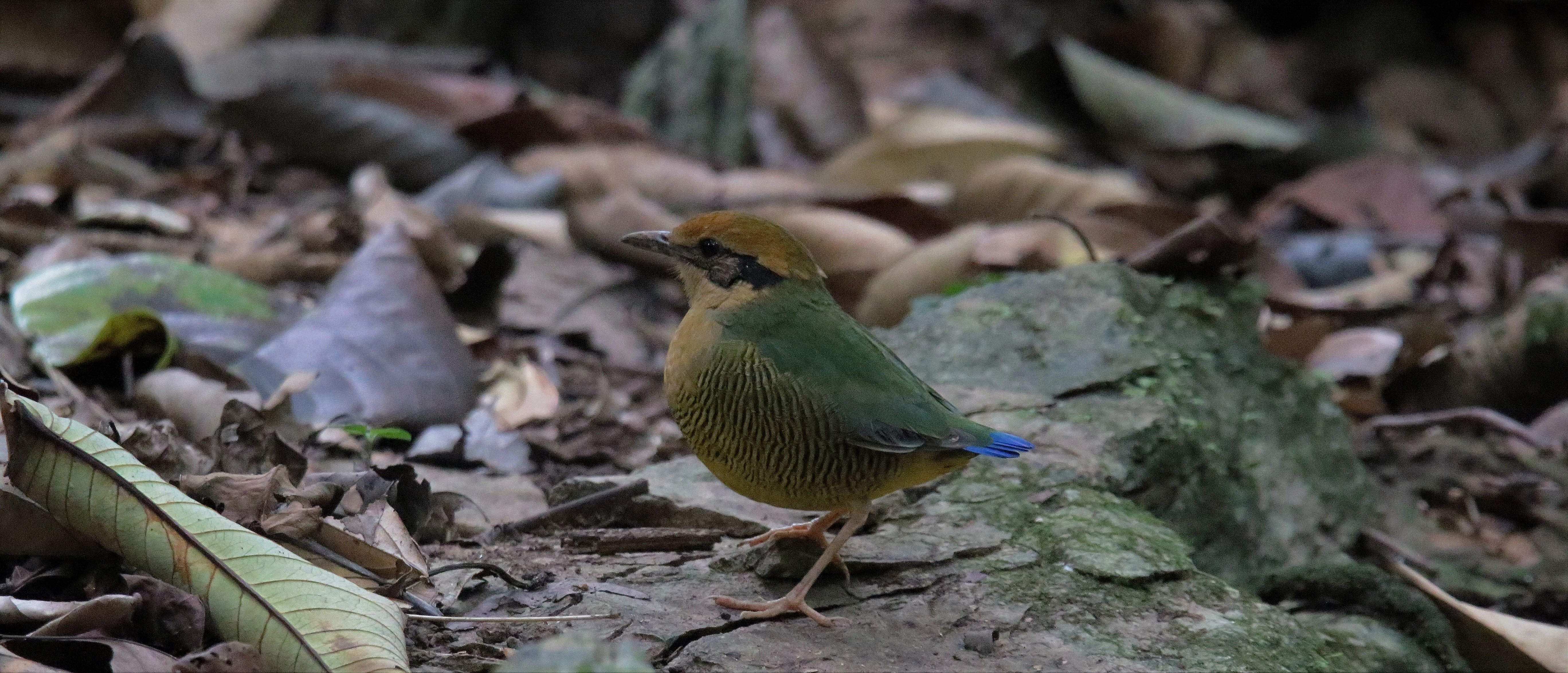
Hydrornis elliotii im Cuc Phuong Nationalpark
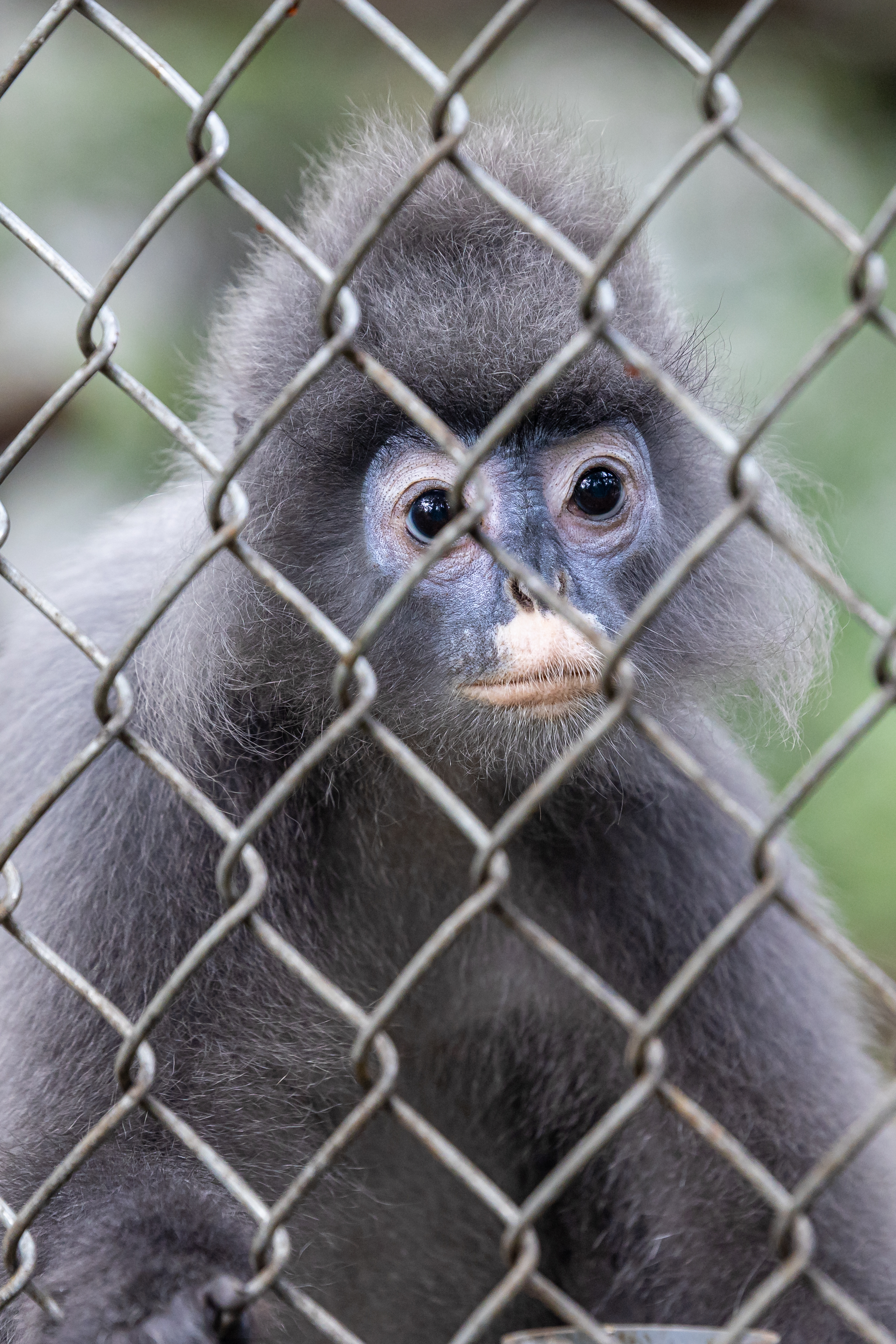
Indochina-Brillenlangur (Trachypithecus crepusculus) im Primate Rescue Center

## Erhaltungszuchten im Nationalpark
Drei Rescue Center existieren derzeit im Cuc Phuong Nationalpark.

### Endangered Primate Rescue Center

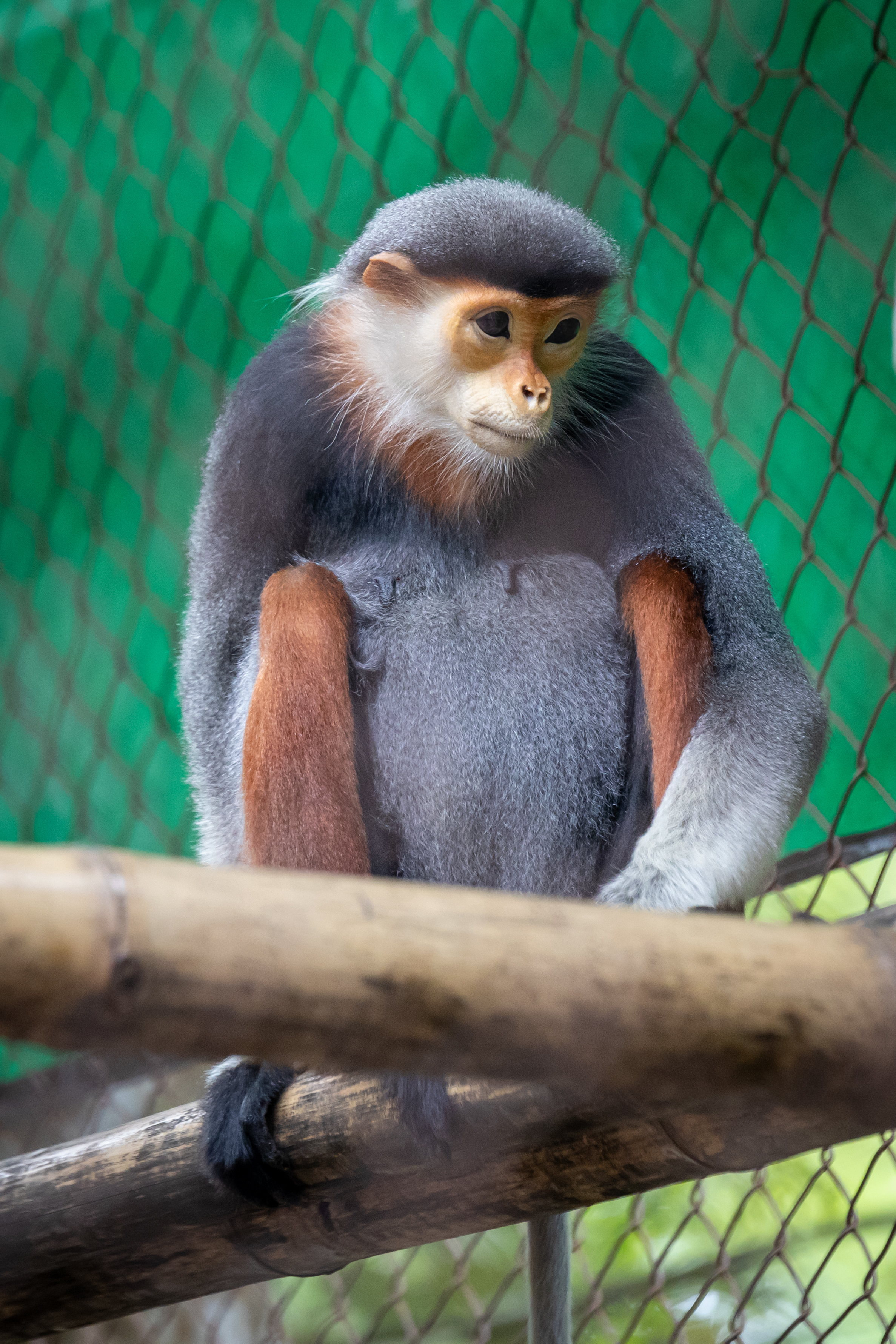
Rotschenkliger Kleideraffe (Pygathrix nemaeus) im Endangered Primate Rescue Center

Vor dem Eingang liegt das Endangered Primate Rescue Center, welches von Tilo Nadler geführt wird. Zurzeit werden 126 Tiere aus 15 Arten, darunter 6 Arten, die nur hier gehalten werden, beherbergt. Zudem gibt es eine endemische Art von Cát Bà, deren Population bei 60 Exemplaren liegt, von denen nur hier die einzigen zwei Tiere leben, die es weltweit in Gefangenschaft gibt: die seltenste Art, der Cat-Ba- oder Goldkopflangur (Trachypithecus poliocephalus) mit seinem typischen punkerähnlichen Haarschopf. Ferner trifft man auf Schwarzschenklige, Grauschenklige und Rotschenklige Kleideraffen (Pygathrix nigripes, P. cinerea, P. nemaeus). Nach ihrer Beschlagnahmung werden sie zunächst 6 Wochen in einer Quarantänestation gehalten, entwurmt und verschiedenen Tests auf humane und simiane Herpesviren, humanes Hepatitis-B-Virus, TBC usw. durchgeführt. Die Haltung der Tiere bedarf genauer Kenntnis über den Speiseplan. Dazu müssen die Tierpfleger bis zu 159 verschiedene Blätter von 53 Pflanzenarten und über 30 Wurzelsorten für die Languren bereithalten.
1991 kam Tilo Nadler, um einen Film über den Nationalpark zu drehen und Informationen über den 1930 entdeckten und bis 1987 für ausgestorben geglaubten, endemischen Delacour-Schwarzlanguren zu sammeln. Seit dieser Zeit engagiert der Deutsche sich für die Haltung und Züchtung heimischer Affenarten und gründete 1993 mit dem ersten gewilderten und beschlagnahmten Delacour-Languren das früher einzige Haltungs- und Zuchtprojekt für bedrohte Primaten Indochinas. 2011 beschrieben Nadler und Kollegen eine neue Marderart, den Cuc-Phuong-Sonnendachs, der bisher nur aus dem Nationalpark Cúc Phương bekannt ist.
Langfristiges Ziel des Centers ist die Auswilderung der Primaten und Wiederbesiedlung der ursprünglichen Habitate. Dazu wurde ein 2 Hektar großes Freigehege mit Elektrozaun geschaffen, auf dem Languren sich in einem ausgedünnten Primärwald bewegen können. Auf dem neuen 4 Hektar großen Gelände leben drei verschiedene Arten zusammen.

### Carnivore & Pangolin Conservation Program

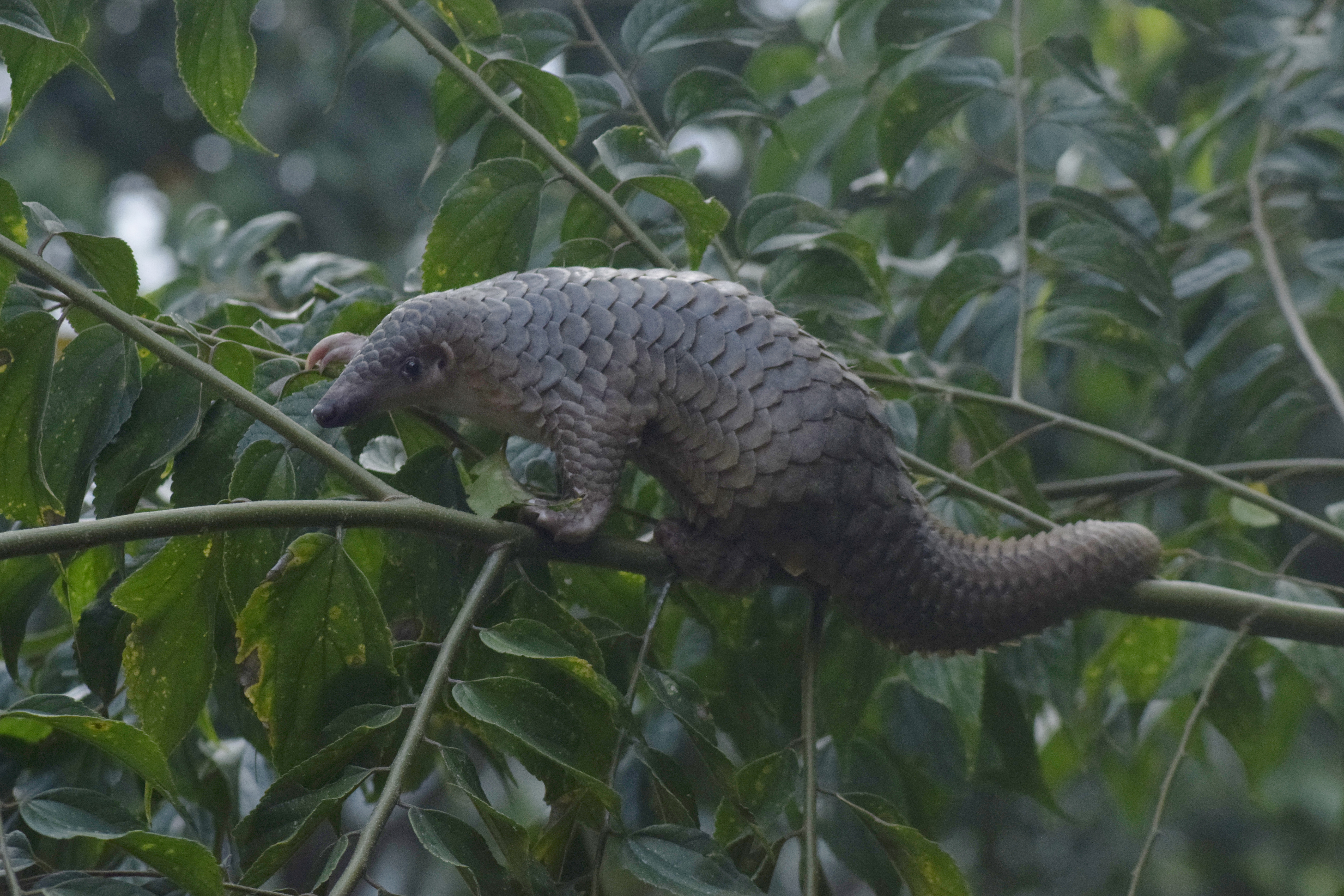
Malaiisches Schuppentier (Manis javanica)

Das Carnivore & Pangolin Conservation Program (CPCP) befasst sich mt der Erhaltung von kleinen Raubtierarten (Zibetkatzen, Linsangs, wilden Katzen, Ottern sowie Wieseln) sowie Schuppentieren in Vietnam. 1995 wurde das Programm gegründet, zunächst jedoch nur zu Studienzwecken am Fleckenroller, einer stark bedrohten Schleichkatzenart. Nach und nach wuchs das Programm und dehnte den Arbeitsbereich auf alle in Vietnam lebenden kleinen Raubtierarten aus. 2006 begann das CPCP die Arbeit mit den zwei in Vietnam vorkommenden Schuppentierarten, dem Malaiischen Schuppentier sowie dem Chinesischen Schuppentier. All diese Arten sind stark vom illegalen Wildtierhandel bedroht und gelten in ganz Süd-Ost Asien als „vom Aussterben bedroht“.
Das CPCP arbeitet für die Erhaltung dieser bedrohten Arten in verschiedener Weise: Durch Aufklärungsarbeit mit der lokalen Bevölkerung sowie einem speziellen Trainingsprogramm für Ranger soll für das Thema Artenerhaltung sensibilisiert werden. Des Weiteren analysiert das CPCP durch Feldstudien den Artenreichtum bestimmter Gebiete und erkundet für die Wiederaussiedlung von beschlagnahmten Tieren sichere Zonen. Im Center im Cuc Phuong Nationalpark wird diese Arbeit koordiniert und geplant. Drei weitere wichtige Bestandteile des Centers sind das einzige Zuchtprogramm für Fleckenroller in Südostasien, die Rettung und Rehabilitation von konfiszierten Tieren sowie Forschungsprojekte über das Verhalten und die Haltung der im Center lebenden Tiere.

### Turtle Conservation Center

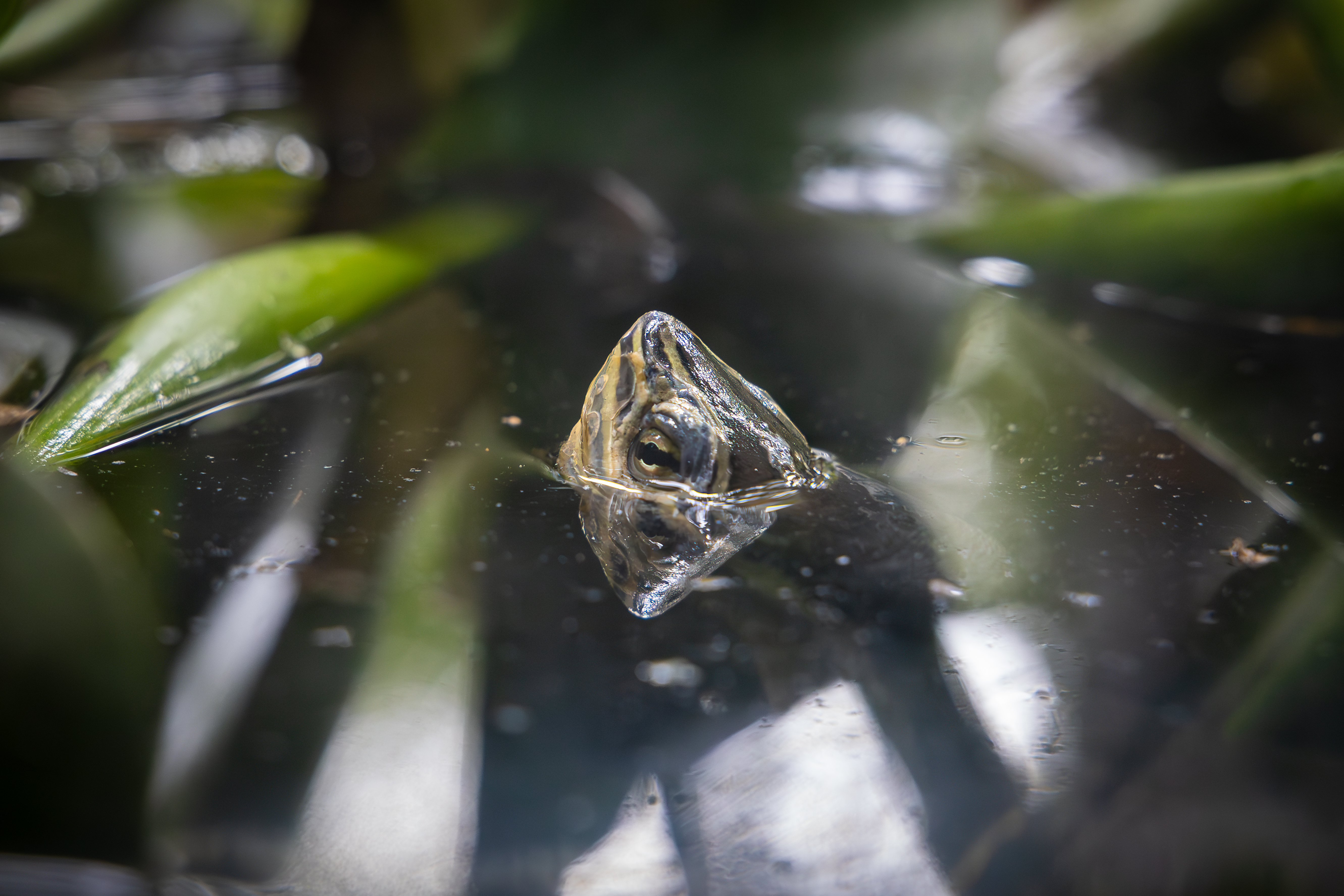
Annam-Bachschildkröte (Mauremys annamensis) im Turtle Rescue Center (TCC) des Cuc Phuong Nationalparks

Ähnlich wie für Primaten werden im Nationalpark auch Erhaltungszuchten für andere Tierarten durchgeführt. Das 1998 gegründete Turtle Conservation Center (TCC) des Asian Turtle Programs betreibt Artenschutz für Land- und Süßwasserschildkröten. Es werden Tiere aus illegalem Handel und Haltung gerettet und gepflegt, aber auch bedrohte Tierarten werden nachgezüchtet und, wenn möglich, ausgewildert. So werden beispielsweise die für Vietnam endemischen Annam-Bachschildkröten gezüchtet, die stark vom Aussterben bedroht sind. Ein Besucherteil ermöglicht die Besichtigung des Centers und der darin lebenden Tiere.

## Tourismus
Von Hanoi aus können Fahrten zum Park gebucht werden, dort gibt es ein im Wald gelegenes Hotel zur Übernachtung. Ranger bieten geführte Tages- und Nacht-Touren entlang verschiedener Wanderwege an.

## Sehenswürdigkeiten im Umfeld des Nationalparks
In der weiteren Umgebung des Parks befinden sich noch einige wichtige Sehenswürdigkeiten:
- Jade-Grotten, Felsentempel und Pagode von Bich Dong
- Hoa Lu, die Hauptstadt des Landes von 968 bis 1009
- drei Grotten von Tam Coc
- Gräber der Le-Dynastie bei Xuan Lam
- Strände von Sam Son
- Landschaftsschutzgebiet Văn Long (evtl. sieht man die vom Aussterben bedrohten Delacour Languren Trachypithecus delacouri)